# Intento de golpe de Estado en Azerbaiyán de 1994
El Intento de golpe de Estado en Azerbaiyán de 1994 fue un intento de golpe de Estado perpetrado en octubre de 1994 por tropas leales al primer ministro Suret Huseynov, con el fin de derrocar al presidente Heydar Aliyev y llevar a Huseynov a la presidencia de Azerbaiyán. Comenzó el 2 de octubre en la ciudad de Ganyá, para ser aplastado en su totalidad 4 días después, el 6 de octubre. 

## Antecedentes
En junio de 1993, el coronel Suret Huseynov se alzó contra el gobierno de Abulfaz Elchibey, provocando una crisis que propició la caída de Elchibey y la llegada a la presidencia de Heydar Aliyev, quien negoció con Huseynov y le cedió el puesto de primer ministro. 
Sin embargo, pronto salieron a la luz desacuerdos entre ambos, especialmente tras la firma de los acuerdos al alto al fuego en Nagorno Karabaj, por parte de Aliyev en mayo de 1994. Los temas en discordia eran el cese de la guerra, los contratos petroleros y la gobernanza económica. El acuerdo de cese al fuego fue negociado por Aliyev ya que las empresas petroleras, el FMI y el Banco Mundial se negaban a invertir o conceder préstamos a países en guerra. De inmediato, Huseynov y otros políticos como Afiyaddin Jalilov protestaron. Otras de las condiciones del FMI para invertir en Azerbaiyán era la liberalización de los precios de la canasta básica y los servicios energéticos. Como reacción a esto, en agosto de 1994, Huseynov publicó un paquete económico alternativo contrario a la liberalización y lo presentó al Gabinete de Ministros. Al conocerse las protestas de Huseynov, Aliyev declaró en televisión que "No es correcto que el primer ministro se oponga al presidente".
El "contrato del siglo", tratado al que iban destinadas las reformas, fue firmado el 20 de septiembre de 1994 entre el gobierno de Azerbaiyán y las mayores empresas petroleras a nivel mundial. Después de la firma, comenzaron varios atentados; primero, el 21 de septiembre fueron secuestradas 4 personas acusadas de delitos de Estado del centro de detención del Ministerio de Seguridad Nacional; luego, al anochecer del 29 de septiembre, el vicepresidente de la Asamblea Nacional, Afiyaddin Jalilov y el jefe del Departamento Especial de la Presidencia, Shamsi Rahimov fueron asesinados. Finalmente, el 30 de septiembre el vehículo oficial del fiscal general fue objeto de un ataque con explosivos.

## El golpe
El 2 de octubre comenzó el alzamiento, cuando milicias que habían estado siendo armadas ilegalmente por Huseynov se rebelaron en Ganyá, donde el año pasado había comenzado el anterior golpe de Estado. Los rebeldes eran principalmente miembros de la Unidad de Policía para Fines Especiales (OPON), escisión azerbaiyana de las antiguas OMON soviéticas. Los rebeldes, liderados por Mahir Javadov, se tomaron el edificio de la Fiscalía. Inmediatamente se conoció la noticia Heydar Aliyev regresó de Nueva York, donde asistía a la Asamblea General de las Naciones Unidas.
La situación se agravó el 4 de octubre, cuando las tropas leales a Huseynov tomaron por la fuerza los principales edificios de la ciudad de Ganyá, incluyendo la estación de tren, el aeropuerto y los accesos a la ciudad. Mientras los insurrectos intentaron expandir el alzamiento por el resto del país, empezaron a hacer demandas al gobierno y exigir renuncias de funcionarios. Esa misma noche, Aliyev, utilizando su gran popularidad en el país, se dirigió a los azerbaiyanos por televisión, pidiéndoles que salieran a las calles a "defender la soberanía de Azerbaiyán". Esta expresión venía del sentimiento de que Huseynov estaba favoreciendo a la agenda rusa en el Cáucaso. Pronto, y a pesar de ser de noche, miles de personas salieron salieron a las calles a mostrar su apoyo al gobierno de Aliyev.
El otro líder de la rebelión, Rovshan Javadov, se vio a forzado a salir en un mitin a expresar su apoyo al presidente. Esto desanimó a los rebeldes y llevó al fracaso al golpe. Las tropas fieles a Aliyev retomaron el control de Ganyá entre la noche del 4 de octubre y el 5 de octubre. El 6 de octubre el alzamiento fue completamente sofocado y Huseynov destituido del parlamento. Al día siguiente, el 7 de octubre de Huseynov fue destituido de su cargo de primer ministro.

## Consecuencias
Una semana después, el parlamento ordenó la captura de Huseynov, seguido de la pérdida de su calidad de "Heroe Nacional de Azerbaiyán" el 30 de octubre. Pocos días después, el ex primer ministro Huseynov fue secuestrado, para luego ser encontrado en Rusia, donde fue capturado en 1997 y condenado a cadena perpetua en 1999. Sería posteriormente indultado por Ilham Aliyev en 2004.
Más de 800 personas serían capturadas en relación con los acontecimientos, acusados de diversos cargos.